# Јована Ногић
Јована Ногић (Београд, 17. децембар 1997) српска је кошаркашица. Игра на позицији крила, а тренутно наступа за Кампус Промете.

## Каријера
Рођена је у Београду, али се са породицом још током детињства преселила у Португалију где је почела каријеру као јуниор.
Након 11 година проведених у Португалији, заиграла је за Провиденс колеџ где је поставила рекорде по броју убачених поена и по броју убачених тројки.
Од почетка сениорске каријере играла је за Кади Ла Сеу, Кларинос Тенерифе и Кампус Промете.
За јуниорске селекције Србије играла је укупно на пет Европских и једном Светском првенству. За сениорску репрезентацију Србије игра од 2019. године. Била је у тиму током квалификација за ЕП 2023.
Дана 12. децембра 2024. године Јована Ногић добила је награду за најбољу кошаркашицу Србије у 2024. години од КСС.

## Награде
- Српска кошаркашица године: 2024.[8]